# Стив Виновић
Стив Виновић (енгл. Steve Vinovich; Пиорија, Илиној, 22. јануар 1945) амерички је филмски, позоришни и телевизијски глумац, српског порекла.
Познат по својим радовима у филмовима и серијама Лутка из излога (1987), Буђења (1990), Деда Мраз (1994), ТВ серији Кафић Уздравље. Остале запажене улоге укључују Звездане стазе: Дубоки свемир 9 (1994), Војни адвокати (2000), Сви воле Рејмонда (2003), Малколм у средини (2005−2006), Злочини из прошлости (2006), Млађи референт (2015) и Godfather of Harlem (2019−2021).